# Tetano
Il tetano (dal greco τέτανος, tétanos, "tensione, rigidezza delle membra", derivato di un tema affine a τείνω, téinō, "tendere") è una malattia infettiva non contagiosa provocata dalla tossina prodotta da un batterio, il Clostridium tetani. Si presenta come una paralisi spastica che inizia dal viso e collo, per poi procedere in torace e addome, ed alla fine diffondersi anche agli arti. L'infezione è innescata dalla contaminazione di tagli o ferite da parte delle spore di Clostridium tetani che nella profondità dei tessuti, a causa della anaerobiosi, trova l'ambiente adatto per la crescita e la produzione di tossina.

## Storia
Venne descritto per la prima volta da Ippocrate di Coo: già ai suoi tempi era molto conosciuta come "il flagello delle partorienti". A lungo i medici hanno ritenuto che il tetano fosse una malattia di natura neurologica e solamente nel 1884, due ricercatori patologi italiani, Antonio Carle e Giorgio Rattone, operanti presso l'Università di Torino, scoprirono l'origine infettiva della malattia, provocando il tetano in alcuni conigli cui furono inoculate sostanze prese dalle pustole di un uomo morto per tetano.
Poco dopo, in Germania, il medico Arthur Nicolaier scoprì il batterio - con la struttura di un bacillo allungato - caratterizzato dalla presenza di una spora alla sua estremità che gli fa assumere una forma a clava, a cui deve il nome clostridium.
Nel 1889, sia Shibasaburo Kitasato a Berlino sia Guido Tizzoni e Giuseppina Cattani a Bologna idearono una procedura che consentì di realizzare colture pure di un batterio con spore. Nel 1890 gli stessi Tizzoni e Cattani, contemporaneamente a Knut Faber in Danimarca, scoprirono la tossina proteica tetanica. Agli inizi degli anni venti del Novecento, Gaston Ramon, all'Istituto Pasteur di Garches, mescolando la tossina con formaldeide, ottenne un derivato non pericoloso ma in grado di attivare il sistema immunitario; questo fu il passo decisivo per l'utilizzo di un vaccino utilizzante il tossoide tetanico.

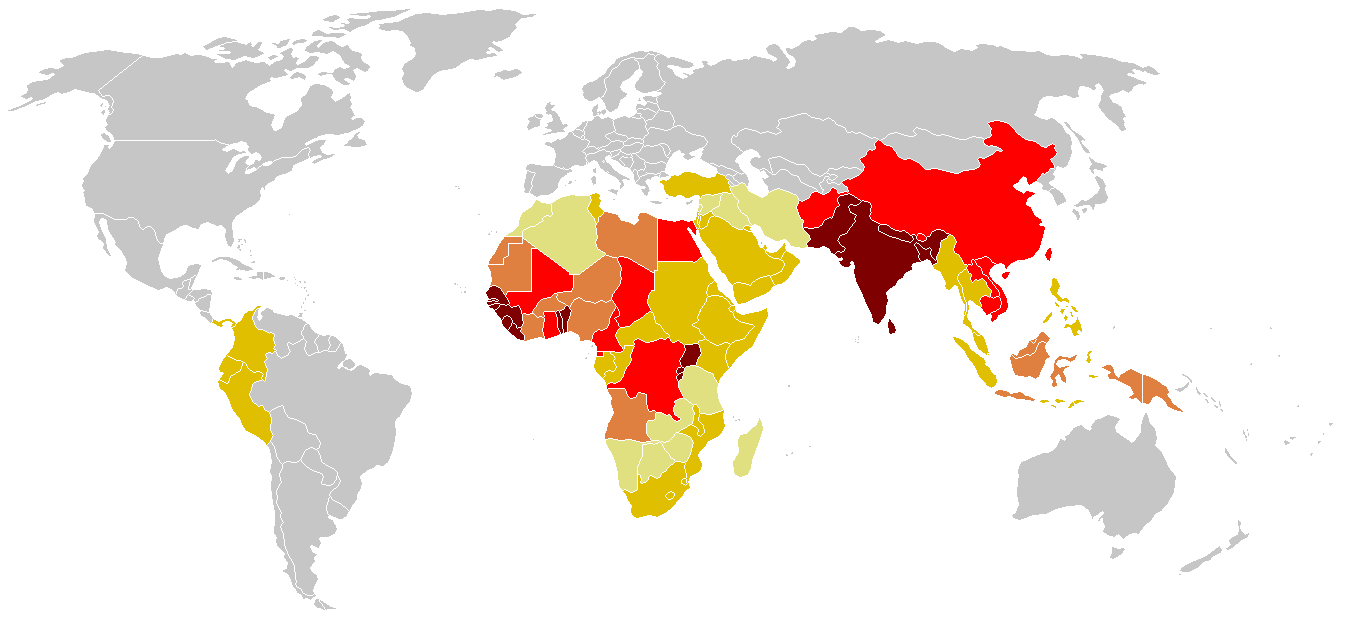
Prevalenza di tetano.
Prevalenza molto elevata
Prevalenza elevata
Prevalenza intermedia
Casi rari
Casi molto rari

     Prevalenza molto elevata
     Prevalenza elevata
     Prevalenza intermedia
     Casi rari
     Casi molto rari

## Epidemiologia
Il Clostridium tetani è un commensale del tratto gastroenterico di molti mammiferi erbivori, soprattutto equini e ovini. L'eliminazione delle spore con le feci di questi animali fa sì che il rischio di infezione sia massimo nei "campi tetanigeni", zone umide e argillose concimate, o dove avviene l'allevamento di questi animali. Le ferite penetranti, soprattutto da filo spinato, o quelle lacero-contuse (cadute, vetri, pietre, attrezzi agricoli) sono le maggiori responsabili di tossinfezione tetanica nei paesi industrializzati. Ulteriore attenzione deve essere posta alle punture da spina di rosa, a causa dell'abitudine di concimare questi fiori con il concime di cavallo. Le spore possono però essere ritrovate anche nel pulviscolo, nell'acqua, nelle abitazioni e negli ospedali.
Tra il 2002 e il 2005 sono stati registrati in Italia una media di 62 casi annui, con massima incidenza nelle donne (la vaccinazione era obbligatoria all'entrata del servizio militare) e nei tossicodipendenti. Nel mondo è stato registrato circa 1 milione di casi per anno, con una mortalità del 45%. La massima incidenza si ha nei Paesi in via di sviluppo dove, a causa delle scarse misure igieniche, è tra le cause più frequenti di morte nel primo anno di vita ("classica" morte al 7º giorno); il tetano neonatale è sovente causato dal taglio del cordone ombelicale con uno strumento contaminato.

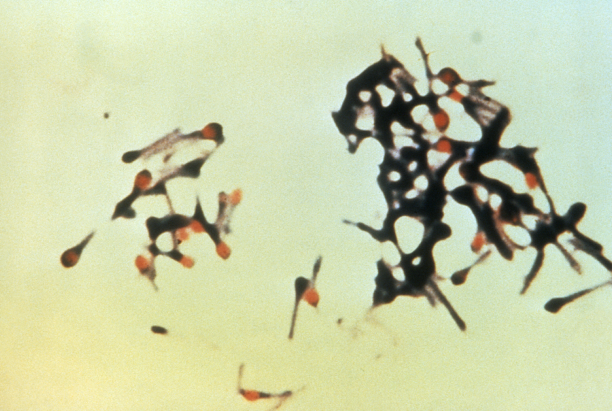
Bacilli del tetano, osservazione in microscopia ottica dopo colorazione.
Si noti la particolare forma "a bacchetta di tamburo", dovuta alla presenza di una spora in formazione in una delle estremità del batterio.

## Eziologia

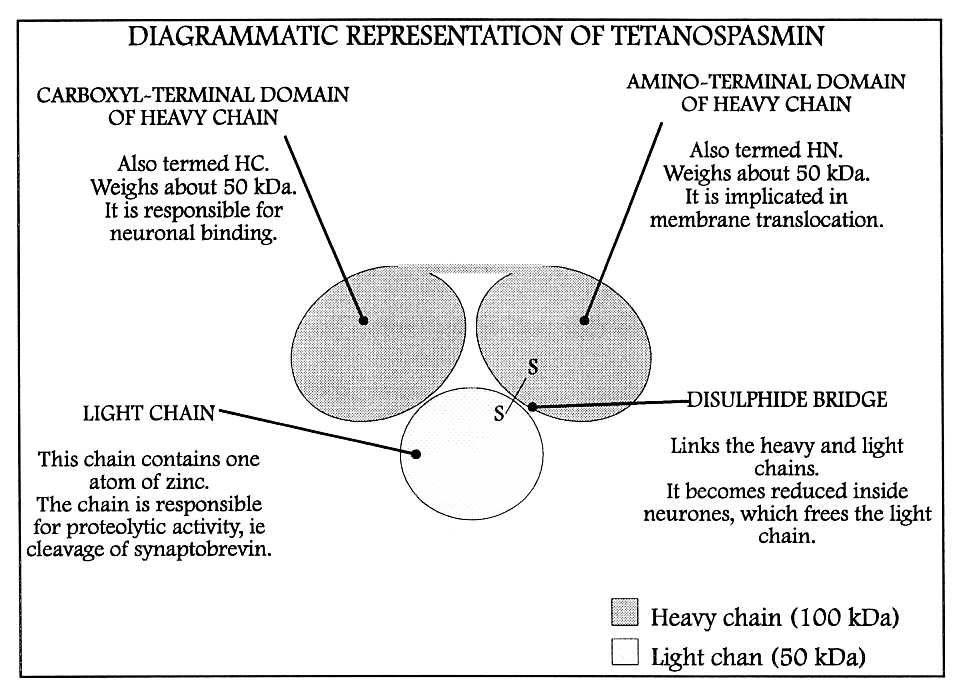
Struttura della tetanospasmina, principale tossina secreta dal Clostridium tetani.

Il tetano è provocato da una tossina prodotta da Clostridium tetani, un bacillo lungo circa 2-5 μm, Gram positivo, anaerobio, acapsulato, mobile e sporigeno. Quest'ultima proprietà rende ragione della capacità di questo batterio di rimanere in ambienti ostili (terreno, metallo) per anni, senza perdere la capacità di sporulazione. La spora è in grado di resistere all'ebollizione per 15-90 minuti, all'essiccamento e a moltissimi disinfettanti quali formaldeide, fenolo e etanolo. Le spore sono tuttavia inattivate dal caldo umido (1 ora a 150 °C) o da disinfettanti come lo iodopovidone, il perossido di idrogeno, l'ossido di etilene e la glutaraldeide. Ferite contaminate da terriccio, frammenti di legno e metallo, soprattutto se profonde o lacero-contuse, costituiscono l'ambiente ideale per la trasformazione della spora nella forma vegetativa in grado di produrre due tossine, la tetanolisina e la tetanospasmina (o tossina tetanica). Mentre la prima non ha un ruolo patogenetico chiaro, la seconda è la responsabile del tipico quadro clinico, con una dose letale inferiore a 130 μg. Viene secreta come un'unica catena di 150 kD, scissa poi in due frammenti di 100 e 50 kD legate da un ponte disolfuro. La tossina viene inattivata dal calore (anche da 5 minuti a 65 °C) e dagli enzimi proteolitici, come quelli contenuti nel succo gastrico. Inoltre, posta in contatto con formalina, si denatura, perdendo completamente il suo potere tossico; questo effetto viene utilizzato per la produzione del tossoide tetanico il cui potere immunogeno è alla base del vaccino attualmente utilizzato.

## Patogenesi
Come già spiegato, le spore tetaniche germinano nelle ferite profonde, soprattutto in quelle lacero-contuse ove, contestualmente all'ampia necrosi tissutale, si stabiliscono condizioni di anaerobiosi favorenti. Punture da filo spinato, da spine di rosa, lacerazioni da legno, metallo, vetro, incidenti stradali o bellici, amputazioni praticate con materiale non sterile e la contaminazione della ferita ombelicale in neonati, ferite con fasciature che non lasciano passare l'ossigeno sono le lesioni più tipicamente associate alla genesi del tetano. Una volta penetrate in una ferita adatta, le spore germinano, dando origine alla forma vegetativa del Clostridium tetani in grado di produrre la tetanospasmina. I batteri non sono in grado di formare ascessi, suppurazione o invasione locale e per questo una ferita "pulita" non identifica una lesione a basso rischio per contaminazione tetanica. Si deve ricordare che dalla ferita alla manifestazione dei sintomi possono trascorrere pochi giorni o diverse settimane. Può succedere infatti che le spore tetaniche non trovino nel punto di inoculazione le condizioni adatte per sporulare e produrre la tossina e rimangano per molto tempo indisturbate nel sito. Tuttavia, altri traumi, infezioni da piogeni o utilizzo di sostanze contenenti ioni di calcio o chinidina (usata dai tossicodipendenti per tagliare l'eroina), possono innescare condizioni favorenti di anaerobiosi e riattivare l'infezione.
Una volta stabilita l'anaerobiosi, il batterio comincia a produrre le due tossine: la tetanolisina e la tetanospasmina, responsabile dei sintomi e per questo definita "tossina tetanica". Questa proteina, formata da 2 porzioni, si lega alle terminazioni dei motoneuroni α, innescando un primissimo e talora trascurato meccanismo di tossicità motoria che si manifesta con debolezza o paralisi locale. Una volta penetrata nell'assone, la tossina risale verso i neuroni del midollo spinale e del tronco cerebrale ove esplica la sua azione principale. Infatti, giunta in questi siti, la tossina è in grado di migrare verso le terminazioni inibitorie del movimento che secernono glicina e GABA, provocando la distruzione degli apparati proteici preposti alla liberazione di questi due neurotrasmettitori. Il risultato è la paralisi spastica per mancanza di inibizione motoria, con contrazione contemporanea dei muscoli antagonisti ed agonisti, evento drammatico che, oltre a poter aver un esito mortale in caso di interessamento dei muscoli respiratori, è responsabile delle manifestazioni cliniche.
La tossina può colpire anche la sostanza grigia laterale (preposta al controllo del sistema nervoso autonomo) scatenando un'iperattività simpatica responsabile di alcune manifestazioni del tetano grave.

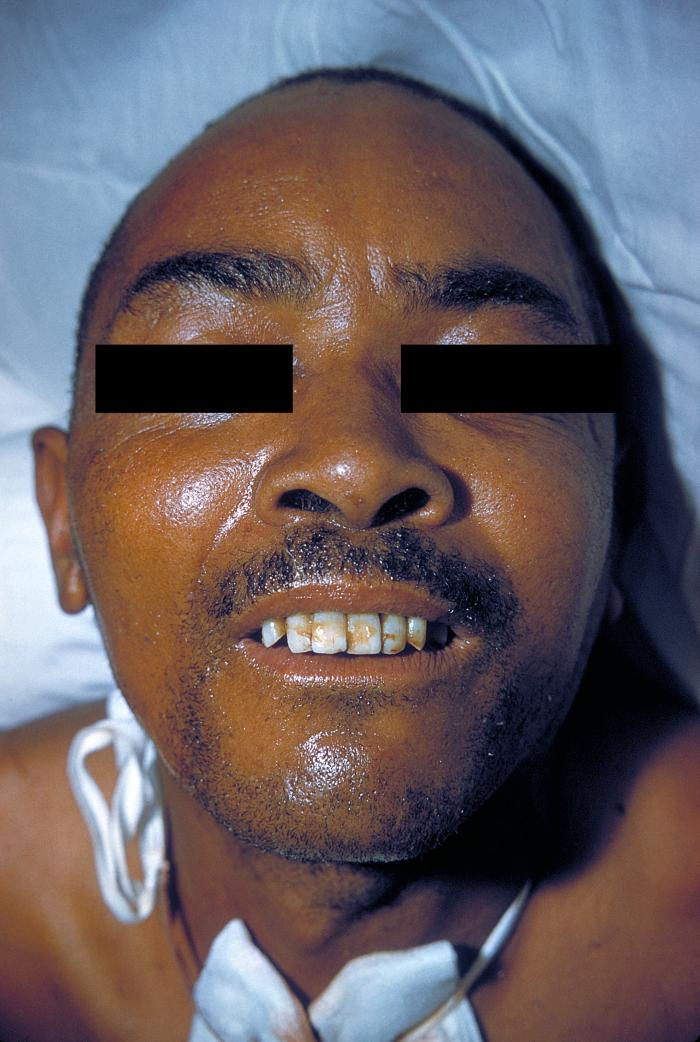
Trisma tetanico, contrattura spastica del muscolo massetere con impossibilità di apertura delle fauci.

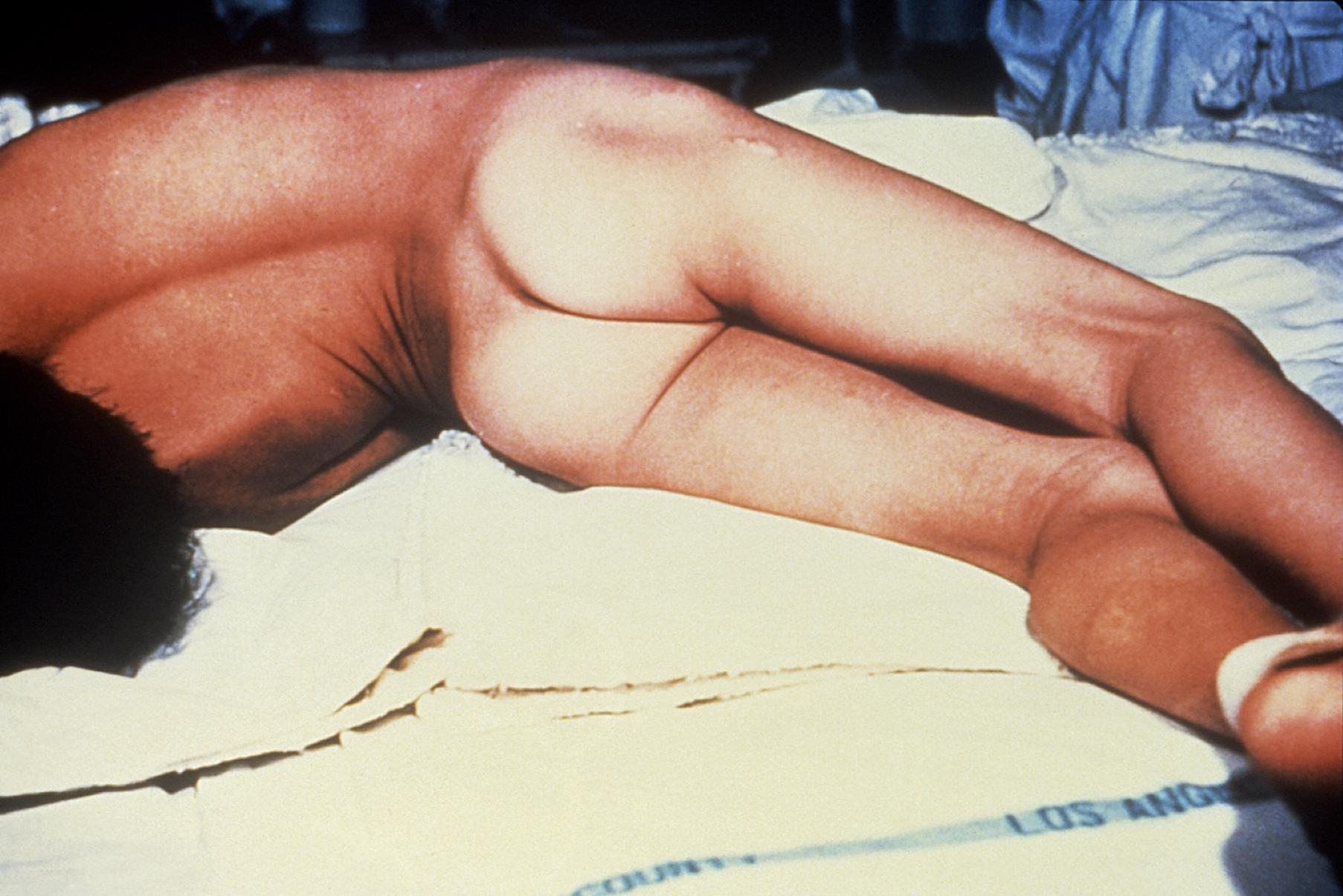
Opistotono per contrattura spastica della muscolatura del tronco.

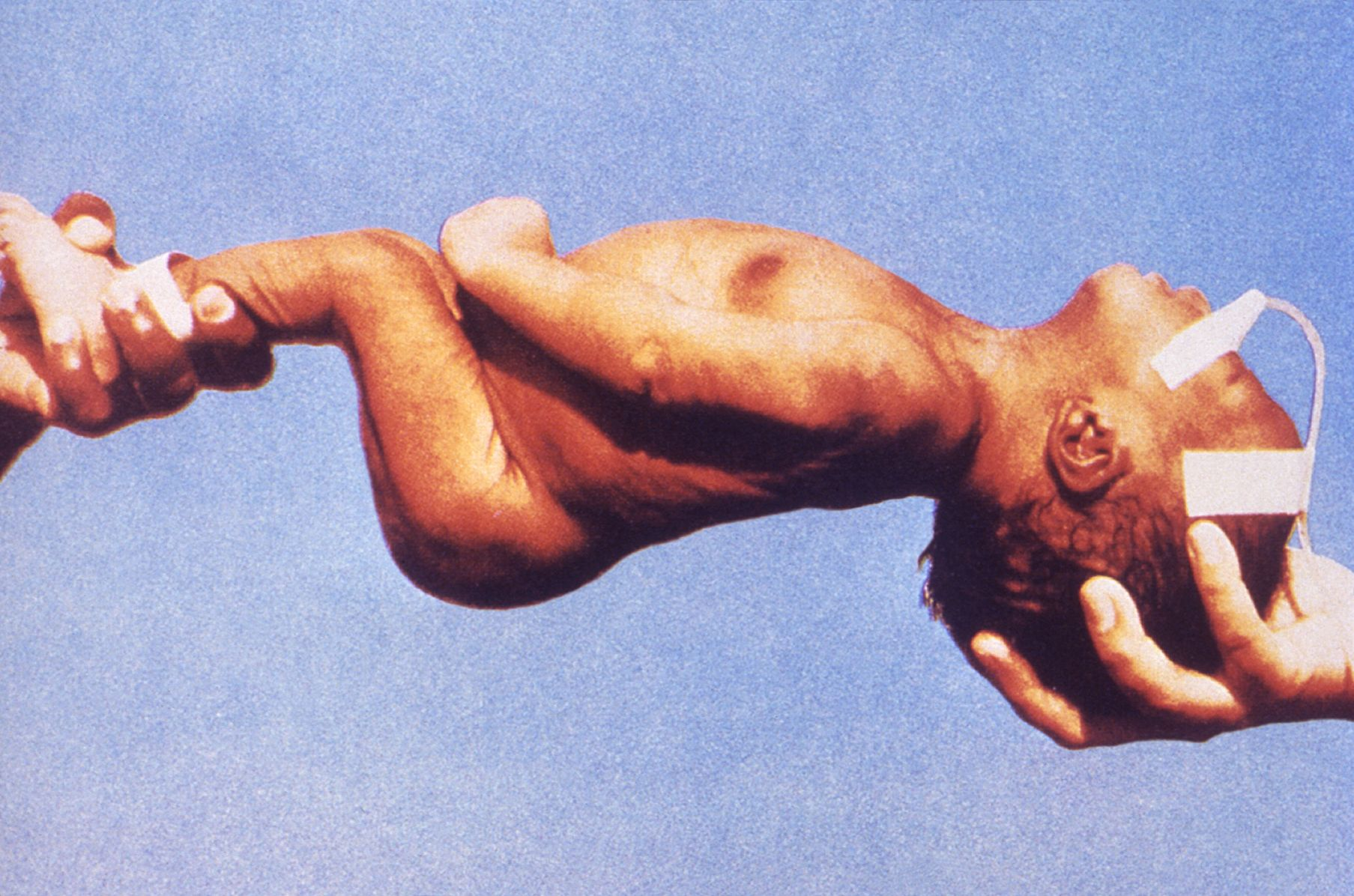
Marcatissima rigidità della muscolatura dell'intero corpo nel tetano neonatale.

## Profilo clinico
Il periodo di incubazione (il periodo che intercorre tra la ferita e le prime manifestazioni della malattia) dura circa 4-15 giorni, potendo tuttavia spaziare dalle poche ore ad alcune settimane. In questo periodo possono comparire leggera febbre, cefalea, irritabilità e dolore nel sito di inoculazione. L'inizio del periodo di stato (periodo delle manifestazioni cliniche) viene identificato dalla comparsa di contratture toniche; nel tetano generalizzato, il più comune, inizia sovente con trisma tetanico, ovvero fauci serrate e incapacità di aprire la bocca per paralisi spastica del muscolo massetere. Al trisma si aggiunge anche lo spasmo della muscolatura mimica facciale, configurando un'espressione definita risus sardonicus. All'interessamento della muscolatura del cranio fanno seguito contratture dolorose a livello della muscolatura cervicale e del tronco con contrattura in iperestensione e tipico atteggiamento posturale (opistotono). L'interessamento della muscolatura addominale può essere talmente intenso da simulare un quadro di addome acuto. Gli arti inferiori, più spesso interessati rispetto a quelli superiori, sono iperestesi, i superiori flessi. In questo contesto si manifestano le cosiddette crisi spastiche accessionali, caratterizzate da intensissima contrattura di tutta la muscolatura, con proiezione in estensione degli arti. Si presentano inoltre spasmi toracici e laringei, con insufficienza respiratoria e crisi asfittiche. In questo periodo può comparire febbre elevata accompagnata a ipertensione e tachicardia, talora alternati ad episodi di ipotensione e bradicardia. Questi episodi, unitamente alle crisi asfittiche e alla presenza di aritmie, sono i responsabili dell'exitus per arresto cardiaco. Deve essere ricordato che le prime crisi sono di breve durata e poco frequenti, ma con il tempo divengono più durature e frequenti. Il soggetto, cosciente, vigile ed orientato, vive perciò in uno stato ansioso, attendendo la prossima crisi accessionale, spesso scatenata da suoni, luci, movimenti o stimoli tattili.
Di estrema importanza è il tempo che intercorre tra le prime manifestazioni del tetano e la prima crisi spastica accessionale; questo periodo è definito onset e più è breve più grave sarà il tetano. Infatti, le forme lievi vengono definite da un onset superiore alle 72 ore; in questa categoria rientra anche il tetano localizzato (escluso il cefalico, vedi oltre) ove le contratture interessano solo le porzioni di soma viciniori al sito di inoculazione. Le forme gravi hanno invece un onset inferiore alle 48 ore e si caratterizzano per contratture generalizzate intense, per crisi asfittiche e per disturbi del ritmo cardiaco. In questa categoria rientra anche il tetano cefalico, dovuto a ferite contaminate di cavo orale, testa o collo e che si manifesta con disfagia, disfonia, paralisi del nervo faciale, del nervo ipoglosso e per frequenti crisi asfittiche.

## Prognosi e complicanze
Nelle forme lievi, il periodo di risoluzione inizia intorno al 7º giorno e si protrae per circa 2-4 settimane. Se non viene iniziata una terapia adeguata, la prognosi è ben più grave nelle forme con breve onset e nelle forme cefaliche, con letalità vicino al 50% per asfissia od arresto cardiaco. Altre cause di mortalità sono le polmoniti ab ingestis (deviazione del contenuto orale ricco di batteri, soprattutto anaerobi, verso la laringe e poi nei polmoni), le infezioni dell'apparato urogenitale per paralisi delle vie urinarie, sepsi, embolie, disordini idro-elettrolitici, strappi tendinei e muscolari, fratture, lussazioni.

## Prevenzione
La prevenzione si attua principalmente attraverso la somministrazione di un vaccino.

### Prescrizioni vaccinali
La vaccinazione consiste nell'iniezione di un'anatossina, che stimola l'organismo a produrre anticorpi contro la tossina del tetano. Tutti i neonati vengono invitati alla vaccinazione secondo un calendario vaccinale predeterminato (1° dose al terzo mese di vita, 2° dose al quinto mese e 3° al 12 mese di vita); una dose di richiamo viene effettuata a distanza di 4-5 anni dall'ultima dose, prima dell'inizio del ciclo scolastico primario; di norma, si effettuano in seguito i richiami, facoltativi, ogni 10 anni.
Dopo l'effettuazione della dose di richiamo a circa 15 anni di età, ci si può sottoporre spontaneamente a una dose di richiamo ogni 10 anni. Le dosi di richiamo sono in concentrazione minore rispetto alle 3 iniziali.
Per chi non fosse stato precedentemente vaccinato (la legge prevedeva, dal 1968, l'obbligo, solo per i neonati), la vaccinazione degli adulti si esegue somministrando due dosi di vaccino per via intramuscolare, ad una distanza di 4-8 settimane, seguita da una terza dose dopo 6-12 mesi.
In caso di ferita, è sicuramente utile anzitutto pulirla e disinfettarla con acqua ossigenata, che in primo luogo crea uno stato di aerobiosi che è sfavorevole al batterio, e poi tramite la sua effervescenza espelle i batteri e lo sporco dalla ferita; inoltre l'acqua ossigenata sviluppa radicali liberi dell'ossigeno che contribuiscono ad accelerare e potenziare la risposta infiammatoria, rendendo così più difficile l'attecchimento delle spore; è fondamentale controllare il proprio stato vaccinale e, se è il caso, richiedere la somministrazione di immunoglobuline antitetaniche, il prima possibile (nello stesso giorno in cui ci si è feriti), secondo il seguente schema:
| Storia vaccinale (dosi) | Anni dall'ultima dose | Vaccino                                                                              | Immunoglobuline |
| ----------------------- | --------------------- | ------------------------------------------------------------------------------------ | --------------- |
| ≥ 3                     | < 5                   | NO                                                                                   | NO              |
| ≥ 3                     | 5 - 10                | NO, se piccola ferita superficiale pulita; dose di richiamo in tutte le altre ferite | NO              |
| ≥ 3                     | > 10                  | dose di richiamo                                                                     | SÌ              |
| < 3 o sconosciuta       |                       | iniziare o completare ciclo vaccinale.                                               | SÌ              |

Se il ciclo vaccinale di base (3 dosi) è stato completato non è mai necessario riprenderlo dall'inizio, qualunque sia l'intervallo trascorso dall'ultima dose.
Le immunoglobuline specifiche antitetaniche umane si ottengono raccogliendo plasma da un gruppo selezionato di donatori con alti livelli di anticorpi antitetanici; un tempo si usava siero di animale, di cavallo o di bue. Il siero animale può dare reazioni allergiche, per questo motivo si somministrava in maniera frazionata.
Gli effetti collaterali relativi al vaccino antitetanico sono rari e molto lievi: reazioni allergiche, reazioni locali (edema, dolore, ipersensibilità nella zona di iniezione) ed eritema (arrossamento). Sono state descritte eccezionalmente Sindrome di Guillain-Barré (SGB) e neurite brachiale, ma sono estremamente rare (rispettivamente 0,4 casi per milione di dosi e da 0,5 a 1 caso per 100 000).

### Orientamento vaccinale moderno
Uno studio compiuto dall'Università degli Studi di Firenze evidenzierebbe la difficoltà di contrarre il tetano per un soggetto con titolazione ≥ 0,01 (il valore minimo al quale corrisponde protezione contro la malattia).

## Terapia
In caso di manifestazione clinica conclamata è opportuno innanzitutto porre sotto controllo la sintomatologia muscolare onde scongiurare la morte per asfissia e/o arresto cardiaco. Porre il paziente lontano da stimoli rumorosi, visivi ed emozionali che possono scatenare violente crisi convulsive, dopodiché sono da preferire benzodiazepine o barbiturici a breve durata d'azione a piccole dosi fino al controllo dei sintomi, se è compromessa una ventilazione ottimale può risultare utile la ventilazione meccanica, ma solo dopo essere intervenuti sulla sintomatologia muscolare, pena violenti sintomi convulsivi.
Il Clostridium tetani è sensibile ad antibiotici tra i quali quello d'elezione è solitamente il metronidazolo, ma anche tetracicline o macrolidi. Sebbene Clostridium tetani sia sensibile alle penicilline, è bene non utilizzarle in quanto le interazioni ad effetto GABA-inibitore di questi antibiotici, hanno conseguenze convulsivanti.
Particolare attenzione va posta anche ad eventuali tossicosi da cataboliti accumulatisi a seguito delle violente e protratte contrazioni muscolari, fornendo un adeguato supporto di nutrienti e di fluidi.